# Почвенництво
Почвенництво (також — ґрунтівництво) — літературна течія та напрямок суспільної та філософської думки Російської імперії 1860-х років. Представники друкувались у журналах «Москвитянин», «Время» та «Эпоха». Найбільш відомі з них Федір Достоєвський, Аполлон Григор'єв та Микола Страхов.

## Принципи
Основні принципи почвенництва були сформульовані на сторінках літературних журналів, головним чином, співробітниками журналів «Время» та «Эпоха» Аполлоном Григор'євим, братами Михайлом та Федором Достоєвськими, Миколою Страховим. Вони вели гостру полеміку з рупором нігілізму — «Русским словом» Дмитра Писарева і оплотом революційних демократів журналом «Современник», коли його редактором був Микола Чернишевський.
Літературним маніфестом почвенництва вважається написане Федором Достоєвським «Оголошення про видання в 1861 році журналу "Время".
Представники течії вели переважно літературну та публіцистичну діяльність. Не існує філософської праці, де були б визначені єдині підходи почвенництва, проте можна виокремити основні ідеї течії:
- Віра у важливість «народного ґрунту» (рос. «почвы»), національного духу, необхідність злиття російської духовної еліти з народом. Злиття освіченості і його представників з народною основою вбачалося задатком прогресу в Росії у її протиставленні з Заходом[2].
- Віра в особливу місію російського народу у спасінні людства, особливий шлях Росії, відмінний від західноєвропейського. Почвенники висловлювались за розвиток промисловості, торгівлі, свободу особистості і друку. Приймаючи європейську культуру, вони одночасно плямували «гнилий захід» — його буржуазність, бездуховність, відкидали соціалістичні ідеї, матеріалізм, протиставляючи їм християнські ідеали.
- Важливість ідеї соборності народу, єднання на основі православної віри.

Почвенництво було різновидом європейського романтизму та примикало до слов'янофільства, проте повне його ототожнення з останнім невірно. У непримиренному протиборстві слов'янофільства та західництва представники почвенництва визнавали позитивні основи цих течій, але претендували на власну нейтральну позицію. Незалежна позиція почвенників відносно до західників та слов'янофілів проголошувалась у різних публікаціях журналу, зокрема у статті Федора Достоєвського «Два табори теоретиків (щодо „Дня“ та дечого іншого» (1862, № 2, лютий). Олександр Осповат писав, що Достоєвський та Григор'єв «рівно відкидали слов'янофільство та західництво як замкнуті ідеологічні системи, що припускали чіткий поділ на „наших“ та „не наших“. Вони канонізували свої опорні постулати, відносно яких (всередині відповідної структури) не допускалися ні сумніви, ні іронії». Почвенники, на противагу слов'янофілам, не вважали реформи Петра I однозначно неправильними та не відкидали цінність європеїзованої інтелігенції, яка виникла в Росії в результаті цих реформ.
У 1870-і риси почвенництва проявились у філософських творах Миколи Данилевського та «Щоденнику письменника» Федора Достоєвського. Найбільш ґрунтовно почвенництво розглядається в монографіях польського політолога Анджея де Лазарі, канадського історика Вейна Довлера, публіциста Олександра Буздалова.

## У пізніший час
За думкою російського професора-лінгвіста Володимира Захарова, у 20 сторіччі ідеї почвенництва продовжили Олександр Солженіцин, Валерій Распутін, Віктор Астаф'єв, Василій Шукшин, Василій Бєлов.
Спільні риси з почвенництвом має «сільська проза», що розвивалась у СРСР у 1950—1980 роках.